# Істер Роуд
«Істер Роуд Стедіум» (англ. Easter Road Stadium) — футбольний стадіон в Единбурзі, Шотландія, домашня арена ФК «Гіберніан».
Стадіон побудований та відкритий 1893 року. У 2001 та 2010 роках реконструйований. 